# Noyau lenticulaire
Ne doit pas être confondu avec noyau lenticulaire mésencéphalique du nerf trijumeau.
En neuroanatomie, le noyau lenticulaire (ou lentiforme, du fait de sa forme qui évoque celle d'une lentille) est un ensemble de noyaux des ganglions de la base composé du putamen et du globus pallidus (segment externe et interne respectivement). Au sein de chaque hémisphère cérébral, les noyaux lenticulaires sont situés en profondeur, médialement et inférieurement. Ils sont situés latéralement aux noyaux caudés.

## Images

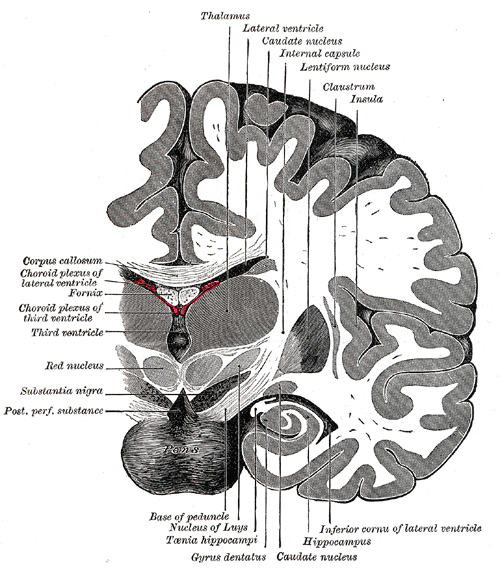
Section coronale du cerveau, immédiatement en avant du pont.
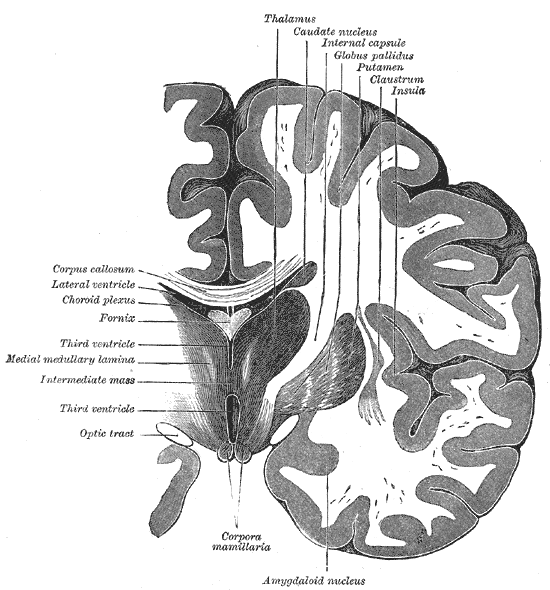
Section coronale du cerveau passant à travers le troisième ventricule.
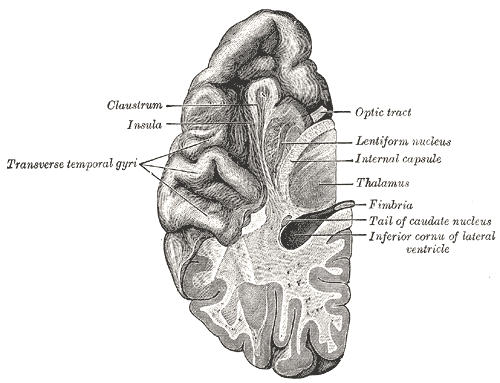
Section du cerveau faisant apparaître la surface supérieure du lobe temporal.
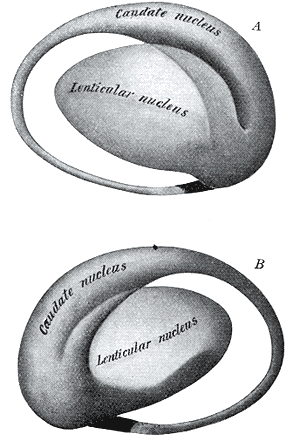
Vues schématiques du noyau caudé enroulant le noyau lenticulaire : A, vue de côté ; B, vue médiale.
Vue schématique de l'encéphale : en rose le noyau caudé et putamen, en orange le thalamus

## Origines
Le noyau lenticulaire possède deux origines différentes : le globus pallidus est d'origine diencéphalique ; le putamen est d'origine télencéphalique. 

## Fonction
Le noyau lenticulaire  est un ensemble de noyaux des ganglions de la base composé du putamen et du globus pallidus. Le putamen reçoit des informations provenant du cortex cérébral qu'il traite et retransmet au globus pallidus. Ces informations sont à nouveau traitées et retournent au cortex moteur cérébral via le thalamus.